# Wydział Orientalistyczny Uniwersytetu Warszawskiego
Wydział Orientalistyczny Uniwersytetu Warszawskiego – jednostka podstawowa Uniwersytetu Warszawskiego znana wcześniej jako Instytut Orientalistyczny Uniwersytetu Warszawskiego. Pracuje w nim około 130 pracowników naukowych i kształci się ponad 1200 studentów w trybie dziennym i wieczorowym. Wydział prowadzi studia doktoranckie w zakresie językoznawstwa i literaturoznawstwa orientalnego.

## Historia
Instytut Orientalistyczny UW został założony w 1932 r. Pierwszym dyrektorem został Stanisław Schayer – założyciel IO UW. Już w 1933 przyjęto pierwszych studentów na cztery seminaria: egiptologiczne, indologiczne, sinologiczne i turkologiczne.
W 1952 Instytut Orientalistyczny włączono w struktury Wydziału Filologicznego i od tego momentu notuje się powolny rozwój jednostki, która odbudowywała się po stratach wojennych. W 1964 liczył siedem katedr: egiptologiczną, indologiczną, sinologiczną, turkologiczną, afrykanistyczną, asyriologiczną i semitystyczną.
W latach 1970–1979, w wyniku zmiany struktury Instytutu Orientalistycznego, powołano następujące zakłady: Zakład Bliskiego Wschodu i Afryki, Zakład Środkowego Wschodu, Zakład Dalekiego Wschodu oraz Zakład Współczesnych Zagadnień Azji.
W 1975 r. Instytut Orientalistyczny był już największą jednostką w strukturach Wydziału Neofilologii. Studia podejmowano na 11 specjalnościach, takich jak: afrykanistyka, arabistyka i islamistyka, egiptologia, filologia Wschodu Starożytnego, filologia indyjska, iranistyka, japonistyka, mongolistyka, semitystyka, sinologia i turkologia.
W latach 1990–1999 utworzono nowe jednostki, które działają do dziś, a w 2000 r. utworzono Studium Stosunków Międzykulturowych.
19 stycznia 2005 Instytut Orientalistyczny uzyskał status jednostki podstawowej Uniwersytetu Warszawskiego na prawach wydziału.
W 2007 Instytut Orientalistyczny obchodził rocznicę 75-lecia powołania do życia. Z tej okazji wydany został zbiór tekstów pt. 75 lat Instytutu Orientalistycznego Uniwersytetu Warszawskiego pod redakcją Macieja Popki.
23 stycznia 2008 Senat Uniwersytetu Warszawskiego uchwalił przekształcenie Instytutu Orientalistycznego w Wydział Orientalistyczny. Jest to dziewiętnasty wydział Uniwersytetu Warszawskiego.
27 maja 2008 Rada Wydziału Orientalistycznego UW zmieniła strukturę organizacyjną jednostki.

## Kierunki kształcenia
Dostępne kierunki:
- African Studies (studia II stopnia)
- Komunikacja międzykulturowa – Azja i Afryka (studia II stopnia)
- Oriental Studies – Inner Asia: Mongolian and Tibetan Studies (studia II stopnia)
- Orientalistyka – afrykanistyka (studia I stopnia)
- Orientalistyka – arabistyka (studia I i II stopnia)
- Orientalistyka – hebraistyka (studia I i II stopnia)
- Orientalistyka – indologia (studia I i II stopnia)
- Orientalistyka – iranistyka (studia I i II stopnia)
- Orientalistyka – japonistyka (studia I i II stopnia)
- Orientalistyka – koreanistyka (studia I i II stopnia)
- Orientalistyka – Kultura Wschodu Starożytnego (studia I i II stopnia)
- Orientalistyka – mongolistyka i tybetologia (studia I stopnia)
- Orientalistyka – sinologia (studia I i II stopnia)
- Orientalistyka – turkologia (studia I i II stopnia)
- Religions of Asia and Africa: Buddhism, Islam and Others (studia II stopnia)
- Studia wschodnie (studia I i II stopnia)

## Poczet dziekanów
1. prof. dr hab. Jolanta Sierakowska-Dyndo (2008–2016)
2. prof. dr hab. Piotr Taracha (2016–2024)
3. dr hab. Agata Bareja-Starzyńska (od 2024)

## Władze Wydziału
W kadencji 2024–2028:
| Stanowisko                 | Imię i nazwisko                 |
| -------------------------- | ------------------------------- |
| Dziekan                    | dr hab. Agata Bareja-Starzyńska |
| Prodziekan ds. finansowych | dr hab. Józef Pawłowski         |
| Prodziekan ds. studenckich | dr Marta Widy-Behiesse          |

## Struktura organizacyjna
Wydział Orientalistyczny składa się z następujących jednostek organizacyjnych:

### Katedry
| Katedra                          | Kierownik                         |
| -------------------------------- | --------------------------------- |
| Katedra Arabistyki i Islamistyki | prof. dr hab. Katarzyna Pachniak  |
| Katedra Azji Południowej         | dr hab. Jacek Woźniak             |
| Katedra Japonistyki              | dr hab. Iwona Kordzińska-Nawrocka |
| Katedra Języków i Kultur Afryki  | dr hab. Beata Wójtowicz           |

### Zakłady
| Zakład                                   | Kierownik                        |
| ---------------------------------------- | -------------------------------- |
| Zakład Egiptologii                       | dr hab. Kamil Omar Kuraszkiewicz |
| Zakład Hebraistyki                       | dr Angelika Adamczyk             |
| Zakład Iranistyki                        | dr Sylwia Surdykowska-Konieczny  |
| Zakład Islamu Europejskiego              | dr hab. Agata Nalborczyk         |
| Zakład Koreanistyki                      | dr Anna Paradowska               |
| Zakład Sinologii                         | dr Małgorzata Religa             |
| Zakład Turkologii i Ludów Azji Środkowej | dr hab. Agata Bareja-Starzyńska  |
| Zakład Wschodu Starożytnego              | dr hab. Olga Drewnowska-Rymarz   |

### Pozostałe jednostki
| Jednostka                            | Kierownik                   |
| ------------------------------------ | --------------------------- |
| Studium Europy Wschodniej            | mgr Jan Malicki             |
| Wydziałowa Szkoła Języków Wschodnich | mgr Inga Kotańska           |
| Pracownia Studiów nad Buddyzmem      | dr hab. Katarzyna Marciniak |
| Pracownia Studiów nad Judaizmem      | dr hab. Roman Marcinkowski  |